# Techno rebelle
Techno rebelle, Un siècle de musiques électroniques est un livre écrit en 2002 par le journaliste, écrivain et animateur radio français Ariel Kyrou chez Denoël, et faisant partie des ouvrages en français de référence sur les musiques électroniques.